# Constanze Kurz
Constanze Kurz (Berlín Este, 2 de marzo de 1974) es una informática y escritora alemana.
Estudió en la Universidad Humboldt de Berlín. Se dedicó a la investigación centrada en tecnología de vigilancia, ética, protección de datos y seguridad de datos. De 2005 a 2011, Kurz fue investigador en el grupo de Ciencias de la Computación en la Educación y la Sociedad del profesor Wolfgang Coy en la Universidad Humboldt de Berlín. Hasta septiembre de 2014, Kurz trabajó como directora de proyectos científicos en la Universidad de Ciencias Aplicadas de Berlín y desde febrero de 2015 ha sido miembro a tiempo parcial del equipo editorial de Netzpolitik.
También es miembro de la comisión de investigación Internet y sociedad digital ("Internet and Digital Society").

## Premios
- 2011, se señalo a Kurz en el puesto 38 entre las 100 “personalidades más importantes de la informática alemana”. En este ranking fue calificada como la tercera mujer más importante después de Martina Koederitz y Regine Stachelhaus.[2]
- 2013, galardonada con la Medalla Theodor Heuss de la Fundación Theodor Heuss por su comportamiento democrático ejemplar.
- 2014, Premio a la Tolerancia de la Academia Evangélica Tutzing en la categoría de valentía civil.[3]